# Circondario della contea di Diepholz
Il circondario della contea di Diepholz (in tedesco Landkreis Grafschaft Diepholz) è stato un circondario (Landkreis) della Bassa Sassonia, in Germania.

## Storia
Fu creato il 1º ottobre 1932 nell'ambito della provincia di Hannover dello Stato libero di Prussia unendo i dissolti Kreis di Diepholz e Sulingen.
All'epoca della sua istituzione il circondario comprendeva 71 comuni, tra cui le due città di Diepholz (che fungeva da capoluogo) e Sulingen.
Nel 1977 confinava con i circondari di contea di Hoya, Nienburg an der Weser, Minden-Lübbecke, Osnabrück e Vechta.
Fu soppresso il 1º agosto 1977 e il suo territorio fu unito a quello della parte occidentale della contea di Hoya per formare il nuovo circondario di Diepholz; al momento della soppressione, contava 36 comuni.

## Comuni del circondario al momento della soppressione
- Affinghausen
- Bahrenborstel
- Barenburg
- Barnstorf
- Barver
- Borstel
- Brockum
- Dickel
- Diepholz
- Drebber
- Drentwede
- Ehrenburg
- Eydelstedt
- Freistatt
- Hemsloh
- Hüde
- Kirchdorf
- Lembruch
- Lemförde
- Maasen
- Marl
- Mellinghausen
- Neuenkirchen
- Quernheim
- Rehden
- Scholen
- Schwaförden
- Siedenburg
- Staffhorst
- Stemshorn
- Sudwalde
- Sulingen
- Varrel
- Wagenfeld
- Wehrbleck
- Wetschen

## Comuni soppressi già appartenenti al circondario
- Aldorf
- Anstedt
- Aschen
- Bensen
- Bockel
- Bockstedt
- Brake
- Cantrup
- Cornau
- Donstorf
- Dörpel
- Dörrieloh
- Dreeke
- Düste
- Förlingen
- Groß Lessen
- Haßlingen
- Heede
- Holzhausen
- Jacobidrebber
- Klein Lessen
- Kuppendorf
- Lindern
- Mallinghausen
- Mariendrebber
- Menninghausen
- Neustadt
- Nordsulingen
- Ohlendorf
- Päpsen
- Rathlosen
- Rechtern
- Sankt Hülfe
- Scharringhausen
- Schmalförden
- Schweringhausen
- Stocksdorf
- Ströhen
- Wesenstedt
- Wohlstreck